# Condado de Ohio (Indiana)
O Condado de Ohio é um dos 92 condados do Estado americano de Indiana. A sede do condado é Rising Sun, e sua maior cidade é Rising Sun. O condado possui uma área de 227 km² (dos quais 2 km² estão cobertos por água), uma população de 5 623 habitantes, e uma densidade populacional de 25 hab/km² (segundo o censo nacional de 2000). O condado foi fundado em 1844.